# Ʉ̂
Cette page contient des caractères spéciaux ou non latins. S’ils s’affichent mal (▯, ?, etc.), consultez la page d’aide Unicode.
Ʉ̂ (minuscule ʉ̂), appelé U barré accent circonfexe, est une lettre additionnelle qui est utilisée dans l'écriture du four, du koonzime, du kwanja, du limbum, du mfumte, du muyang, du ngbugu, du ngiemboon, du ngomba, du nzakara et du pinyin.
Cette lettre est formée d'un Ʉ diacrité par un accent circonflexe.

## Représentations informatiques
Le U barré accent circonflexe peut être représenté avec les caractères Unicode suivants :
- décomposé (latin étendu B, alphabet phonétique international, diacritiques)[1],[2],[3] :

| formes    | représentations | chaînes de caractères | points de code | descriptions                                                   |
| --------- | --------------- | --------------------- | -------------- | -------------------------------------------------------------- |
| capitale  | Ʉ̂               | Ʉ◌̂                    | U+0244 U+0302  | lettre majuscule latine u barré diacritique accent circonflexe |
| minuscule | ʉ̂               | ʉ◌̂                    | U+0289 U+0302  | lettre minuscule latine u barré diacritique accent circonflexe |